# 神の日曜日
『神の日曜日』（原題:Come Sunday）は2018年に配信されたアメリカ合衆国の宗教映画。監督はジョシュア・マーストン、主演はキウェテル・イジョフォーが務めた。

## 概略
カールトン・ピアソン牧師は福音派に所属していた。ピアソン牧師の説教は大人気で、彼の教会には6000人以上の信者が集結することもあった。そんなある日、ピアソンの元に、服役中の叔父が自殺したとの一報が届いた。「叔父は神から赦されたのだろうか」という疑問を考え抜いた末、ピアソンは従来の立場を翻すことになったが、それは周囲の人間から異端者とみなされることを意味していた。

## キャスト
※括弧内は日本語吹替
- カールトン・ピアソン - キウェテル・イジョフォー（神奈延年[2]）
- オーラル・ロバーツ - マーティン・シーン（小田桐一）
- ジーナ・ピアソン - コンドーラ・ラシャド（ちふゆ）
- ヘンリー - ジェイソン・シーゲル（山野井仁）
- クインシー・ピアソン - ダニー・グローヴァー（秋元羊介）
- レジー - ラキース・スタンフィールド（後藤光祐[3]）
- 弁護士 - アリー・マカロック
- イヴェット・フランダー - ジョニー・ボヴィル
- ニッキー・ブラウン - ステイシー・サージェント
- ロン - ダスティン・ルイス
- リチャード・ロバーツ - リック・ライツ
- パット・ロバートソン - グレッグ・ラッツ

## 製作
2010年7月、エンドゲーム・エンターテインメントとディス・アメリカン・ライフが新作映画『Heretics』の製作に着手した。2014年5月21日、ジョナサン・デミの監督起用とロバート・レッドフォード、ジェフリー・ライトの起用が発表された（結局、レッドフォードとライトが出演することはなかった）。その際、タイトルが『Heretics』から『Come Sunday』に変更された。2016年7月26日、降板することになったデミの後任としてジョシュア・マーストンが起用され、キウェテル・イジョフォーが本作の出演交渉に臨んでいるとの報道があった。9月27日、ダニー・グローヴァーの出演が決まったと報じられた。12月、コンドーラ・ラシャドとラキース・スタンフィールドが起用された。2017年1月、マーティン・シーンとステイシー・サージェントがキャスト入りした（シーンはレッドフォードの代役である）。

### 音楽
2017年9月18日、マルク・ストライテンフェルトが本作で使用される楽曲を手掛けるとの報道があった。ところが、ストライテンフェルトは後に降板することになり、その後任としてタマール＝カリが起用された。

## 公開・マーケティング
2018年1月21日、本作はサンダンス映画祭でプレミア上映された。3月21日、本作のオフィシャル・トレイラーが公開された。

## 評価
本作は批評家から好意的に評価されている。映画批評集積サイトのRotten Tomatoesには34件のレビューがあり、批評家支持率は68%、平均点は10点満点で5.72点となっている。サイト側による批評家の見解の要約は「『神の日曜日』はキウェテル・イジョフォーの名演の恩恵を大いに受けている。イジョフォーの演技は出来映えに斑のあるドラマを盛り上げるのに十分なものである。」となっている。また、Metacriticには14件のレビューがあり、加重平均値は65/100となっている。